# Campanula praesignis
Campanula praesignis är en klockväxtart som beskrevs av Günther von Mannagetta und Lërchenau Beck. Campanula praesignis ingår i släktet blåklockor, och familjen klockväxter. Inga underarter finns listade i Catalogue of Life.